# Alexis Bouvard
Alexis Bouvard, född den 27 juni 1767, död den 7 juni 1843, var en fransk astronom.
Bouvard anställdes vid observatoriet i Paris 1793 och var från 1807 vid sidan av Arago dess direktör. Bouvard var mest känd för sina planettabeller, Tables astronomiques (1821), vilka var allmänt använda, innan Leverriers teori för de stora planeterna utkom. Vid utarbetandet av sina Uranustabeller och deras jämförelse med observationerna upptäckte Bouvard omöjligheten att representera denna planets bana genom ett enda elementsystem och tillskrev denna omständighet tillvaron av en obekant störande planet (den senare upptäckta Neptunus), vars bana man senare kunde bestämma ur avvikelserna av Uranus rörelse. Bouvard beräknade dessutom 12 kometbanor.